# Ramon Saladrigues i Oller
Ramon Saladrigues i Oller (Bellpuig, 1883 - Bellpuig, 1953) fou un impressor, músic, literat i periodista català. D'origen pagès, als 23 anys va decidir dedicar-se a la tipografia com a impressor, fundant, l'any 1908 la imprempta Majós - Saladrigues juntament amb Brauli Majós i Fet. L'empresa editava la revista Lo Pla d'Urgell (Bellpuig, 1908) i La veu d'Urgell (Mollerussa, 1922). L'any 1921, van començar a editar Lo Pregoner (Bellpuig), encara publicat actualment. Amb la impressió del setmanari Lo Pla d'Urgell va descobrir la seva afecció per escriure, publicant articles com a periodista i historiador però també obres com a narrador, poeta i dramaturg. A més a més, també fou un músic prolífic, tocant el contrabaix, la flauta travessera, el clarinet, el requint i el piano. Va assolir la direcció de l'Orfeó Joventut de Bellpuig l'any de la seva fundació (1919) dirigint-lo fins a la seva mort, 34 anys després.

## Llegat[1]
- 12 caramelles festives.
- 20 partitures de sardanes i obres corals, incloent:
  - Un motet de comunió dedicat al seu fill Francesc.
  - Dues obres corals a sis veus: La Trista i les Boires d'Urgell.
  - Cinc sardanes corals.
  - Una missa.
  - Un pasdoble per la Banda municipal titulat Bellpuig.
  - Cinc sardanes per a cobla: Lluís Millet, Ciutat de Lleida, L'hereva d'Urgell, L'estel del dia i Pelegrinant a Montserrat.
- Obra teatral sobre Sant Savador de l'Horta i Ferran Folch de Cardona, que volia convertir en sarsuela i resta inacabada.